# Ali Sulaiman al-Assad

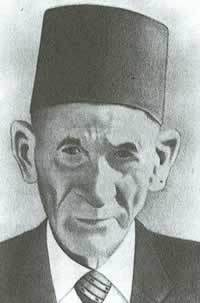
Ali Sulaiman al-Assad

Ali Sulaiman al-Assad (arabisch علي سليمان الأسد, DMG ʿAlī Sulaimān al-Asad, ursprünglich Ali Sulayman al-Waḥsch, علي سليمان الوحش; geb. 1875 in Qardaha, Osmanisches Reich; gest. 1963) war ein führender Alawit im Gouvernement Latakia. Er ist der Vater des langjährigen syrischen Präsidenten Hafiz al-Assad und der Großvater von Baschar al-Assad.

## Biografie
Die Familie al-Assad gehört dem Stamm der Kalbiyya an und lebte in Qardaha, einem mehrheitlich von Alawiten bewohnten Dorf in den Bergen östlich der Hafenstadt Latakia. Ali Sulaiman war einer der wenigen Bewohner von Qardaha mit Schulbildung und der einzige am Ort, der eine Zeitung abonniert hatte. Er wurde von den übrigen Alawiten al-Asad (arab. „der Löwe“) genannt und machte diesen Spitznamen 1927 zu seinem Familiennamen. Gemeinsam mit Sulaimān Murschid, dem Dichter Badawi al-Dschabal (1903–1981) und drei weiteren Notabeln forderte er in einer Stellungnahme 1936 an den französischen Ministerpräsidenten Léon Blum die Beibehaltung des französischen Mandats und setzte sich gleichzeitig für eine stärkere Autonomie des Alawitenstaates ein. In dem Schreiben an Léon Blum kommt auch die schwierige Lage der Juden in Palästina zur Sprache, die der Verfolgung durch hasserfüllte arabische Muslime ausgesetzt sind. Dieses Schreiben wurde am 31. August 2012 in einer Stellungnahme von Gérard Araud, damals Vertreter Frankreichs beim UNO-Hauptquartier, an den syrischen Diplomaten Baschar al-Dschafari erwähnt.
Ali Sulaiman war dreimal verheiratet und hatte insgesamt elf Kinder. Mit seiner ersten Frau Sa'ada, aus dem Distrikt al-Haffa, hatte er drei Söhne und zwei Töchter. Seine zweite Frau Na'issa, zwanzig Jahre jünger als er, stammte aus dem nahegelegenen Bergdorf Al-Qutailibiya. Aus dieser Ehe stammen eine Tochter und fünf Söhne. Hafiz, nach offizieller Zählung sein neuntes Kind, geboren am 6. Oktober 1930, war das vierte Kind aus dieser Ehe.